# Сан-Кристобаль (город, Венесуэла)
Сан-Кристо́баль (исп. San Cristóbal) — город на западе Венесуэлы, столица и крупнейший город штата Тачира. Он расположен в горном регионе на западе Венесуэлы на высоте 818 метров (2684 фута) над уровнем моря в северных Андах с видом на реку Торбес, в 56 километрах (35 милях) от границы с Колумбией. Сан-Кристобаль был основан 31 марта 1561 года Хуаном де Мальдонадо. С момента своего основания город быстро развивался как один из самых прогрессивных и важных торговых центров страны и региона, в первую очередь благодаря своим богатым почвам и близости к границе с Колумбией.

## Экономика
Сан-Кристобаль ― столица штата Тачира. Как и во всех андских штатах, жители Тачиры отличаются трудолюбием, сердечностью, консервативностью и преданностью своим историческим, религиозным и фольклорным традициям. Основными отраслями промышленности здесь является сельское хозяйство, в основном производство кофе, сахара и овощей. Другие важные отрасли промышленности, которые помогли развить экономику региона, включают производство мяса (крупный рогатый скот), обрабатывающие производства, такие как производство обуви, корзин и керамики. Возможно, малоизвестный факт заключается в том, что именно в штате Тахира, а не в штате Сулия, в 1875 году были выкопаны первые нефтяные скважины (расположенные в секторе Петролеа, недалеко от Рубио) ― в те времена эта процедура проводилась вручную и с помощью ведер. Это торговый, транспортный и промышленный центр. Здесь производится текстиль, изделия из кожи, цемент и табак, а также экспортируются кофе, сахар, ананасы и кукуруза. Также хорошо развит сектор услуг. В городе расположено множество филиалов национальных банков, а также штаб-квартира важного финансового учреждения Sofitasa (банк частных инвестиций). Этот банк является важным экономическим двигателем местной экономики, поскольку он помогает финансировать многие проекты в регионе. В молочной промышленности Leche Táchira является одной из наиболее консолидированных отраслей в стране; эта компания базируется в Сан-Кристобале.

## Правительство
В Сан-Кристобале есть один муниципалитет: муниципалитет Сан-Кристобаль, законодательство Венесуэлы предусматривает, что муниципальные органы власти выполняют четыре основные функции: исполнительную, законодательную, контрольную и плановую. Исполнительная функция находится в ведении мэра, который отвечает за представление администрации муниципалитета. Законодательная власть представлена муниципальным советом, состоящим из семи советников, которым поручено обсуждение новых указов и местных законов. Контрольные функции выполняет муниципальная контрольная служба, которая курирует бухгалтерский учет. Наконец, вопросы планирования представлены Местным советом общественного планирования, который управляет проектами развития муниципалитета.
Панорама Сан-Кристобаля
Город серьезно пострадал в результате землетрясения Кукута (также известного как землетрясение в Андах) в 1875 году. Город расположен на Панамериканском шоссе.

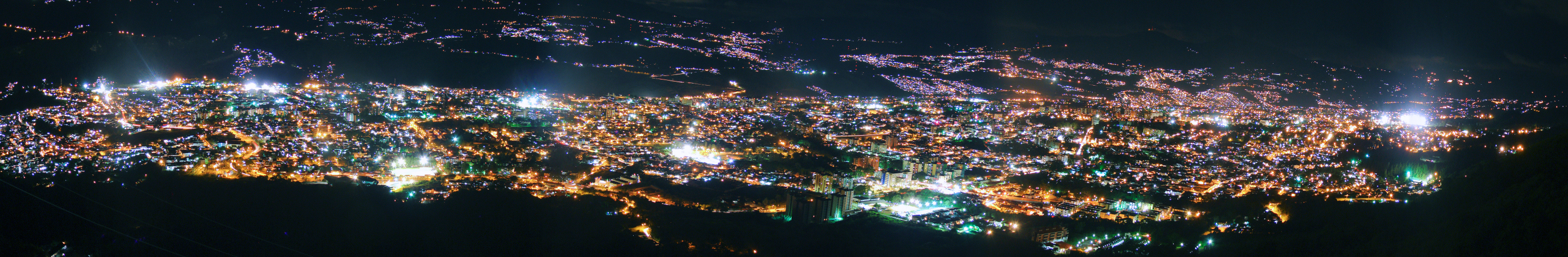

## Архитектура
Архитектура Сан-Кристобаля богата и разнообразна. Архитектурные стили свадебного торта и модерна особенно заметны на фасадах Национального университета Абьерта и Дома Антигуа, здания в испанском стиле с различными орнаментами и скульптурами. Другой пример - Центральная площадь Ла Энтрада, единственный фасад, оставшийся от старой больницы Варгас. Среди наиболее известных церквей ― Ла Иглесия Эль Анхель, церковь Сан-Хосе в готическом стиле и церковь Эль Сантуарио.

## Транспорт
Штат Тахира и его столицу Сан-Кристобаль обслуживают три аэропорта. Международный аэропорт имени Хуана Висенте Гомеса в Сан-Антонио, аэропорт имени мэра Буэнавентуры Виваса в Санто-Доминго-дель-Тахира и аэропорт Ла-Фриа в Ла-Фриа. Чуть ниже района Ла Конкордия в Сан-Кристобале находится автобусный вокзал, куда ежедневно прибывают и отправляются автобусы, такси и другие транспортные средства.